# The 8th Sin
The 8th Sin è un album del gruppo musicale power metal svedese Nocturnal Rites, pubblicato dall'etichetta discografica Century Media il 16 maggio 2007.

## Tracce
1. Call Out the World
2. Never Again
3. Not the Only
4. Tell Me
5. Not Like You
6. Leave Me Alone
7. Till I Come Alive
8. Strong Enough
9. Me
10. Pain Pleasure
11. Fools Parade